# Takasago Army
Takasago Army — шестой студийный альбом тайваньской симфоник-блэк-метал-группы Chthonic, выпущенный в августе 2011 года в Европе и 6 сентября 2011 года в США. Название отсылает к добровольцам Такасаго в Императорской армии Японии, набранным из аборигенов Тайваня во время Второй мировой войны. Альбом получил в основном положительные отзывы от критиков. Takasago Army стал лучшим мелодик-блэк-метал-альбомом 2011 года по версии сайта Metal Storm.
| Оценки критиков | Оценки критиков |
| Источник        | Оценка          |
| --------------- | --------------- |
| AllMusic        | [ 4 ]           |
| Metal.de        | [ 5 ]           |

## Список композиций

### Тайваньская версия
1. «冥河島» — 2:15
2. «殘枝» — 4:21
3. «皇軍» — 4:19
4. «震洋» — 3:44
5. «南十字星» — 3:53
6. «薰空» — 5:38
7. «玉碎» — 5:43
8. «歸根» — 1:24
9. «大黑天» — 4:02
10. «鎮魂醒靈寺» — 5:18

### Английская версия
1. «The Island» — 2:15
2. «Legacy of the Seediq» — 4:21
3. «Takao» — 4:19
4. «Oceanquake» — 3:44
5. «Southern Cross» — 3:53
6. «KAORU» — 5:38
7. «Broken Jade» — 5:43
8. «Root Regeneration» — 1:24
9. «MAHAKALA» — 4:02
10. «Quell the Souls in Sing Ling Temple» — 5:18

## Участники записи
- Freddy, Left Face of Maradou — вокал, эрху
- Jesse, the Infernal — гитара, бэк-вокал
- Doris, Thunder Tears — бас-гитара, бэк-вокал
- Dani, Azathothian Hands — ударные
- CJ, Dispersed Fingers — клавишные